# Lábrea
Lábrea is een gemeente in de Braziliaanse deelstaat Amazonas. De gemeente telt 39.393 inwoners (schatting 2009).
De gemeente grenst aan Canutama, Boca do Acre, Tapauá, Pauini en aan de deelstaten Rondônia en Acre.